# Rinascimento padovano

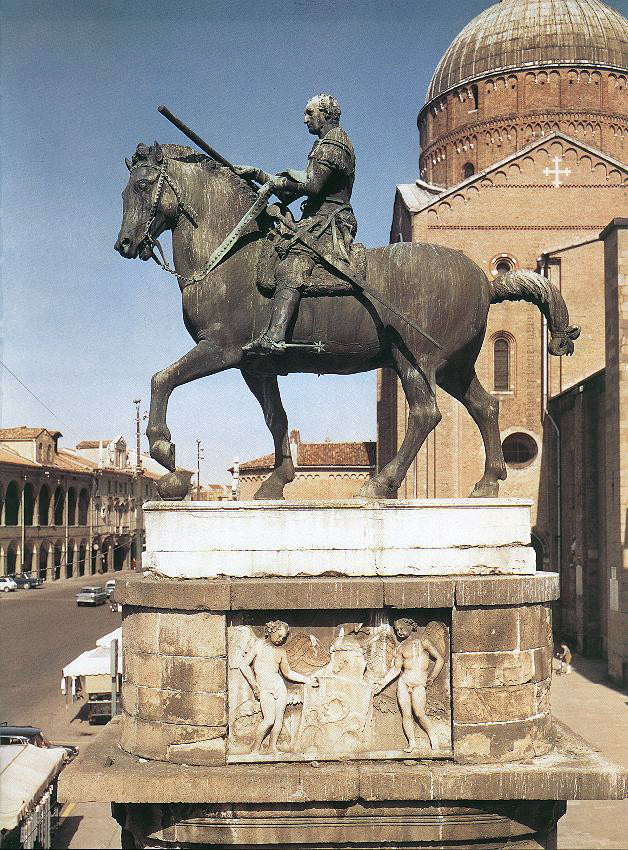
Donatello, Monumento equestre al Gattamelata (1446-1453)

Il Rinascimento a Padova ebbe un inizio che viene unanimemente fatto coincidere con l'arrivo dello scultore fiorentino Donatello, dal 1443. Qui, grazie a un ambiente particolarmente predisposto e prolifico, si sviluppò una scuola artistica che, per precocità e ricchezza di spunti, fu all'origine della diffusione dell'arte rinascimentale in tutto il nord-Italia.
Secondo lo storico dell'arte francese André Chastel, il Rinascimento padovano, detto "epigrafico ed archeologico", fu una delle tre componenti fondamentali del Rinascimento delle origini, assieme a quello fiorentino, "filologico e filosofico", e quello urbinate, detto "matematico".

## Contesto storico e culturale
Nonostante la vicinanza fisica con Venezia (poco più di 30 km), Padova fu una delle ultime città venete a perdere la propria indipendenza entrando nell'orbita della Serenissima, dal 1405. La perdita di una corte signorile quale propulsore artistico era ampiamente compensata da una lunga tradizione pittorica, inaugurata dal soggiorno di Giotto nella prima metà del XIV secolo, dalla fiorente Università e dall'ininterrotta devozione nei confronti di sant'Antonio, attorno al quale si era sviluppato un importante santuario, legato a una serie continua di iniziative artistiche e architettoniche.
Padova dopotutto rappresentava in quel periodo il luogo dove l'antico era studiato con le armi della filologia, la storia e l'archeologia. La ricostruzione del passato attraverso tutti i tipi di fonti e di resti disponibili, detta "antiquaria", aveva una tradizione che risaliva addirittura alla fine del Duecento, rinfocolata dal soggiorno di Petrarca nel 1349. Mentre nello Studio (l'Università) fioriva una cultura averroista e aristotelica, volta soprattutto all'indagine scientifica e laica del mondo fisico e naturale (anziché alla teologia e alla metafisica), la signoria dei Carraresi si improntava a modelli soprattutto romano/imperiali, in contrapposizione con la cultura bizantina di Venezia.
I contatti con Firenze furono precoci, grazie al soggiorno durante i rispettivi esili di personaggi di spicco come Cosimo il Vecchio e Palla Strozzi, nonché di alcuni artisti toscani.
Ma fu soprattutto il mondo degli eruditi locali a predisporre un terreno fertile all'attecchire dell'Umanesimo e del Rinascimento. Questi studiosi nel rievocare l'antico ricercavano e studiavo i resti romani, soprattutto le epigrafi, arrivando ad un'evocazione fantastica dove gli elementi classici originali e quelli "in stile" moderni a volte si fondevano senza un vaglio critico. Tra loro spiccavano Ciriaco d'Ancona, che girò il Mediterraneo alla ricerca di monumenti antichi, o Felice Feliciano, antiquario, amico ed estimatore di Mantegna.

## Scultura

### Donatello

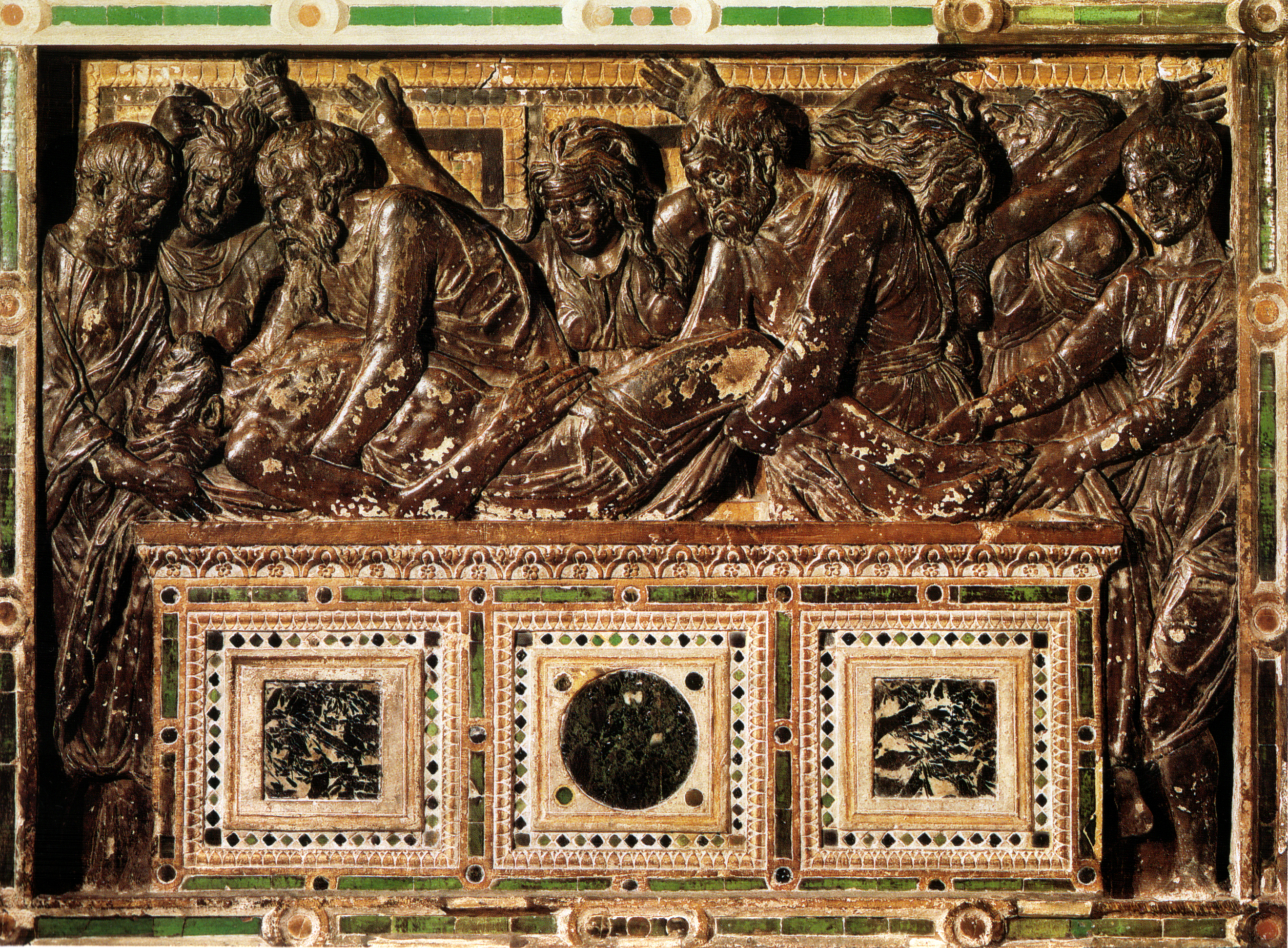
Deposizione di Cristo

A Padova poté svilupparsi un rilevante e precoce collegamento tra umanesimo toscano e artisti settentrionali. Numerosi erano stati gli artisti toscani attivi nella città veneta tra gli anni trenta e quaranta del Quattrocento: Filippo Lippi (dal 1434 al 1437), Paolo Uccello (1445) e lo scultore Niccolò Baroncelli (1434-1443).
Fondamentale in questo senso fu però l'arrivo in città del maestro fiorentino Donatello, il padre del Rinascimento in scultura, che lasciò opere memorabili quali il monumento equestre al Gattamelata e l'altare del Santo. Donatello soggiornò in città dal 1443 al 1453, richiedendo anche l'allestimento di una bottega. I motivi per cui Donatello partì non sono chiari, forse legati a motivi contingenti, come la scadenza del contratto di affitto della sua bottega, forse connessi all'ambiente fiorentino che iniziava ad essere meno favorevole alla sua rigorosa arte. L'ipotesi che Donatello si fosse trasferito su invito del ricco banchiere fiorentino in esilio Palla Strozzi non è suffragata da alcun riscontro.
A Padova l'artista trovò un ambiente aperto, fervido e pronto a ricevere le novità della sua opera all'interno di una cultura propria già ben caratterizzata. Donatello assorbì infatti anche stimoli locali, come il gusto per la policromia, l'espressionismo lineare di origine germanica (presente in molta statuaria veneta) e la suggestione degli altari lignei o dei polittici misti di scultura e pittura, che probabilmente ispirarono l'altare del Santo.

#### Il Crocifisso
La prima opera sicuramente documentata di Donatello a Padova è il Crocifisso della basilica del Santo (1444-1449), una monumentale opera bronzea che oggi fa parte dell'altare del Santo nella basilica di Sant'Antonio da Padova, ma che all'epoca doveva essere nata come opera indipendente. La figura del Cristo è modellata con grande precisione nella resa anatomica, nelle proporzioni e nell'intensità espressiva, acutizzata da un taglio secco e asciutto della muscolatura dell'addome. La testa è un capolavoro per la resa nei minimi dettagli, con i peli della barba e i capelli minuziosamente modellati e per la straziante ma composta emotività della sofferenza nel momento vicino alla dipartita terrena.

#### L'altare del Santo

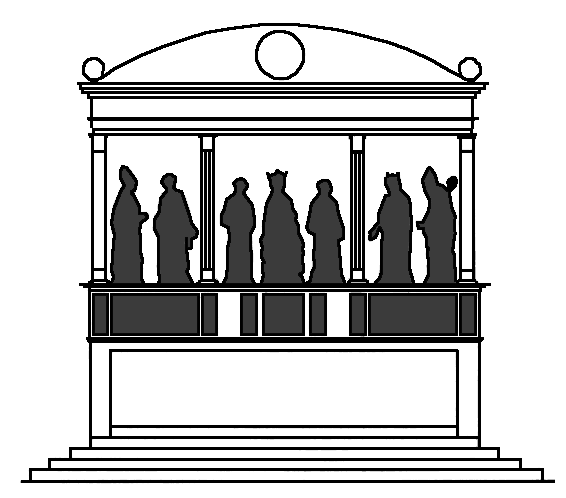
Possibile ricostruzione dell'altare di Sant'Antonio da Padova

Donatello, forse grazie al riscontro positivo del Crocifisso, verso il 1446 ricevette una commissione ancora più imponente e prestigiosa, la costruzione dell'intero altare della basilica del Santo, opera composta da quasi venti rilievi e sette statue bronzee a tutto tondo, al quale lavorò fino alla partenza dalla città. Dell'importantissimo complesso si è persa la struttura architettonica originaria, smantellata nel 1591, e conoscendo l'estrema attenzione con cui Donatello definiva i rapporti tra le figure, lo spazio e il punto di vista dell'osservatore, è chiaro che si tratta di una perdita notevole. La sistemazione attuale risale a un'arbitraria ricomposizione del 1895.
L'aspetto originario doveva ricordare una "sacra conversazione" tridimensionale, con le figure dei sei santi a tutto tondo disposte attorno a una Madonna col Bambino sotto una sorta di baldacchino poco profondo scandito da otto colonne o pilastri, posto a ridosso degli archi del deambulatorio, non all'inizio del presbiterio come oggi. Il basamento, ornato da rilievi su tutti i lati, era una sorta di predella.
L'effetto generale doveva essere quello di un propagarsi del moto a onde successive sempre più intense, partendo dalla Vergine al centro, che era ritratta nell'atto bloccato di alzarsi dal trono per mostrare il Bambino ai fedeli. Le altre statue a tutto tondo (i santi Francesco, Antonio, Giustina, Daniele, Ludovico e Prosdocimo) hanno gesti naturali e pacati, improntati a una statica solennità, con un'economia di gesti ed espressioni che evita tensioni espressive troppo forti e che contrastano con le drammatiche scene dei rilievi con i miracoli del santo, i quali sono circondati da alcuni rilievi minori, cioè le formelle dei quattro simboli degli Evangelisti e i dodici putti.

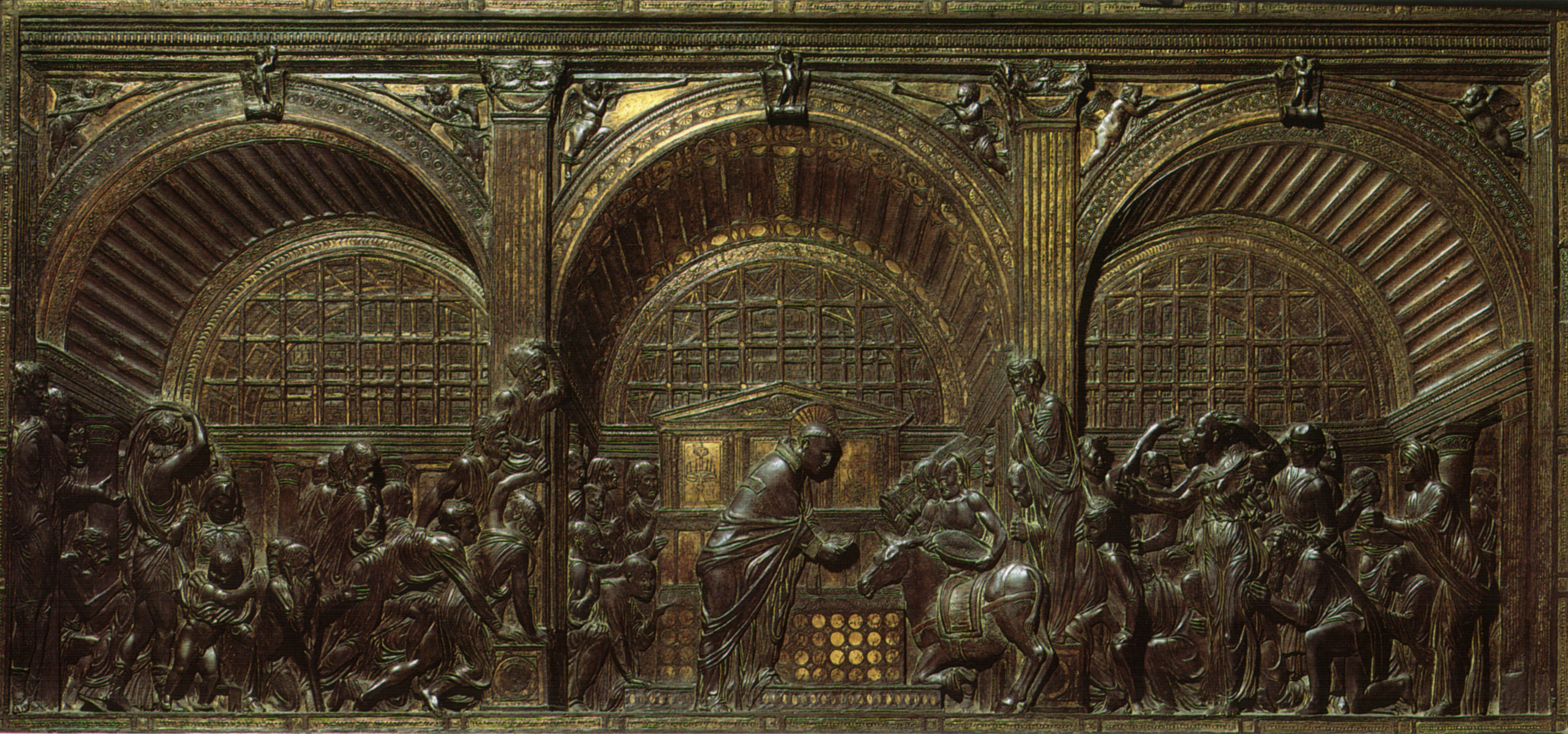
Miracolo dell'asina

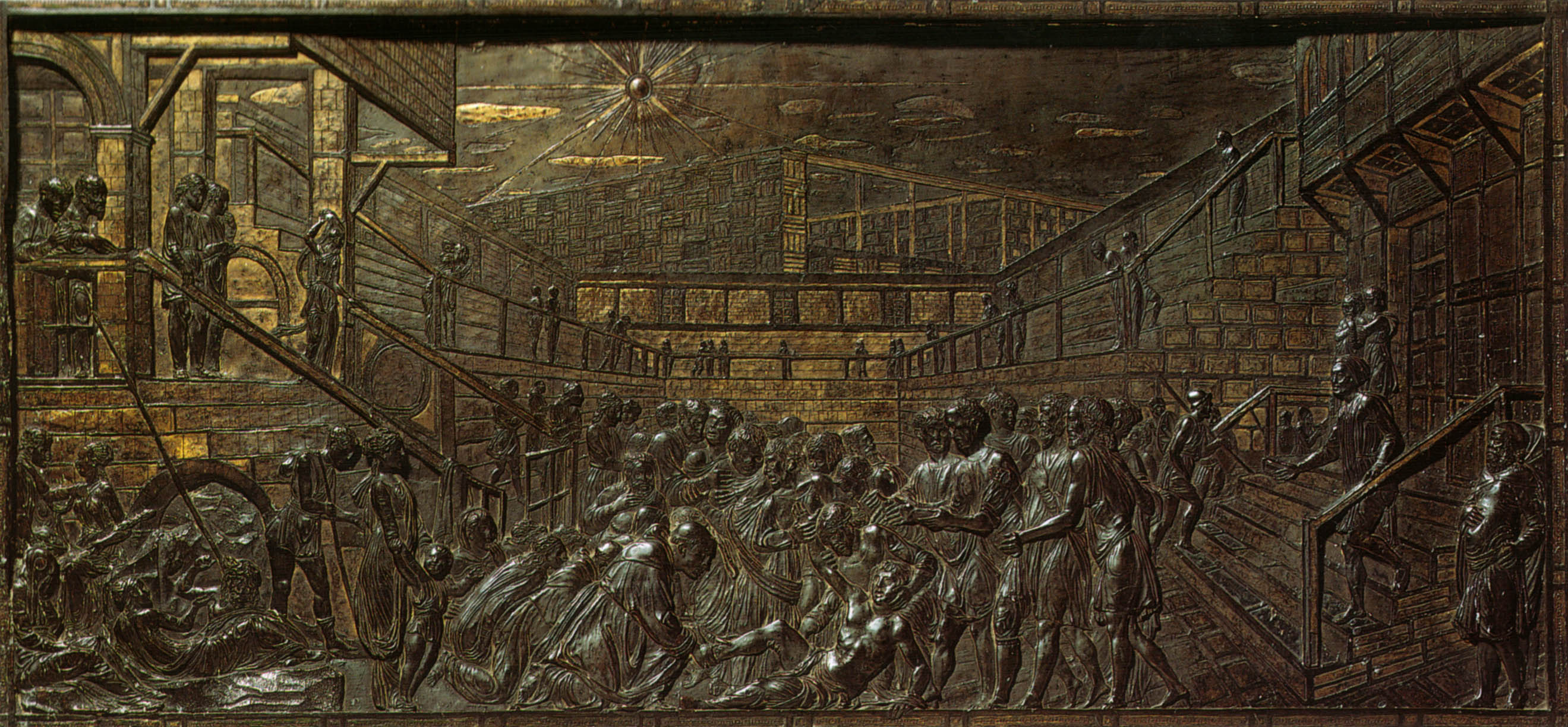
Miracolo del figlio pentito

I quattro grandi pannelli che illustrano i Miracoli di Sant'Antonio sono composti in scene affollate, dove l'evento miracoloso è mescolato alla vita quotidiana, ma sempre immediatamente individuabile grazie all'uso di linee di forza. Sullo sfondo si aprono maestosi fondali di architetture straordinariamente profonde, nonostante il bassissimo rilievo stiacciato. Numerosi temi sono desunti da monumenti antichi, ma quello che più colpisce è la folla, che per la prima volta diventa parte integrante della rappresentazione. Il Miracolo dell'asina è tripartito da archi in scorcio, non proporzionati con le dimensioni dei gruppi delle figure, che amplificano la solennità del momento. Il Miracolo del figlio pentito è ambientato in una sorta di circo, con le linee oblique delle scalinate che direzionano lo sguardo dello spettatore verso il centro. Il Miracolo del cuore dell'avaro vanta una serrata narrazione che mostra in contemporanea gli eventi chiave della storia facendo compiere all'occhio dell'osservatore un moto circolare guidato dalle braccia delle figure. Nel Miracolo del neonato che parla infine alcune figure in primissimo piano, poste davanti ai pilastri, sono di dimensioni maggiori poiché proiettate illusionisticamente verso lo spettatore. In generale la linea è articolata e vibrante, con balenii di luce esaltati dalle dorature e dalle argentature (oggi ossidate) delle parti architettoniche.
Nella Deposizione in pietra, forse per il lato posteriore dell'altare, Donatello rielaborò il modello antico della morte di Melagro; lo spazio viene annullato e della composizione rimangono solo il sarcofago e uno schermo unitario di figure dolenti, sconvolte nei lineamenti grazie alla mimica facciale e alla gestualità esasperate, con un dinamismo accentuato dai contrasti delle linee che generano soprattutto angoli acuti. Spicca quindi la linea dinamica, esaltata dalla policromia. In quest'opera, di impatto fondamentale per l'arte dell'Italia settentrionale, Donatello rinunciò ai principi di razionalità e fiducia nell'individuo tipicamente umanistica, che negli stessi anni ribadiva invece nel Gattamelata. Si tratta dei primi sintomi, colti con estrema prontezza dall'artista, della crisi degli ideali del primo Rinascimento che maturò nei decenni successivi.

#### Il monumento equestre al Gattamelata
Risale probabilmente al 1446 la commissione da parte degli eredi del capitano di ventura Erasmo da Narni, detto il Gattamelata (morto nel 1443), per realizzare il monumento equestre del condottiero nella piazza antistante la basilica del Santo. L'opera in bronzo, che permise all'artista di cimentarsi nella tipologia squisitamente classica del monumento equestre, venne completata nel 1453.
Concepito come un cenotafio, sorge in quella che all'epoca era un'area cimiteriale, in una collocazione attentamente studiata rispetto alla vicina basilica, ossia lievemente scostata rispetto alla facciata e al fianco, in asse con un importante accesso viario, garantendo la visibilità da molteplici punti di vista.
Non si hanno precedenti recenti per questo tipo di scultura: le statue equestri del Trecento, nessuna in bronzo, sormontavano di solito le tombe (come le arche scaligere); si hanno precedenti in pittura, tra questi il Guidoriccio da Fogliano di Simone Martini e il Giovanni Acuto di Paolo Uccello, ma Donatello probabilmente più che a questi si ispirò ai modelli classici: la statua equestre di Marco Aurelio a Roma, il Regisole di Pavia e i Cavalli di San Marco, da cui riprese il modo del cavallo che avanza al passo col muso rivolto verso il basso.
In ogni caso Donatello creò un'espressione originale, basata sull'umanistico culto dell'individuo, dove l'azione umana appare guidata dal pensiero. Nell'opera, posta su un alto basamento, la figura dell'uomo è idealizzata: non è un ritratto dal vero dell'uomo vecchio e malato prima della morte, ma una ricostruzione ideale, ispirata alla ritrattistica romana, con una precisa individuazione fisionomica, sicuramente non casuale. Il cavallo ha una posa bloccata, grazie all'espediente della palla sotto lo zoccolo, che fa anche da punto di scarico delle forze statiche. Il condottiero, con le gambe tese sulle staffe, fissa un punto lontano e tiene in mano il bastone del comando in posizione obliqua che con la spada nel fodero, sempre in posizione obliqua: questi elementi fanno da contrappunto alle linee orizzontali del cavallo e alla verticale del condottiero accentuandone il movimento in avanti, enfatizzato anche dal leggero scarto della testa. Il monumento fece da prototipo per tutti i successivi monumenti equestri.

### Altri

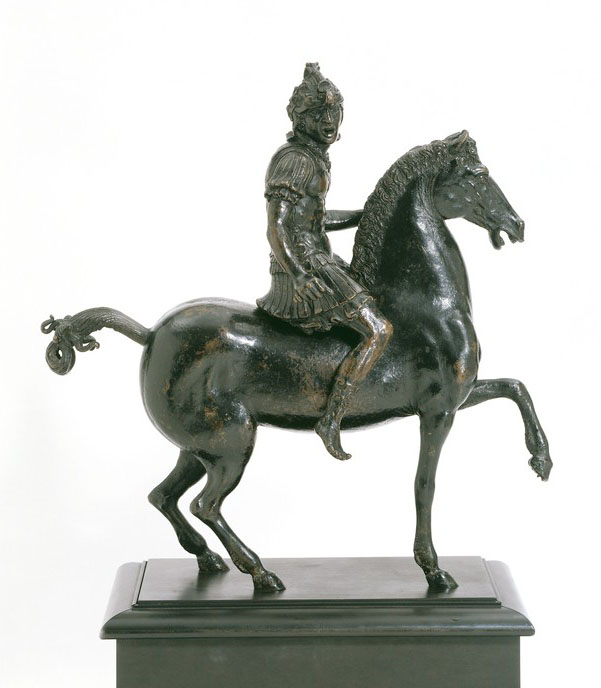
Andrea Briosco detto il Riccio, Cavaliere urlante (1510 circa), Victoria and Albert Museum

L'eredità di Donatello venne compresa e utilizzata solo in minima parte dagli scultori locali (tra cui Bartolomeo Bellano), mentre ebbe un effetto più forte e duraturo per i pittori. Nella seconda metà del XV secolo a Padova lavorarono numerosi scultori, soprattutto veneti e lombardi, arruolati nel cantiere della Basilica del Santo, in particolare alla Cappella dell'Arca.
Nel 1500, grazie al lascito (1499) del generale Francesco Sansone da Brescia, vennero arruolati i fratelli Lombardo. Ad esempio Tullio Lombardo fu autore del rilievo del Miracolo della gamba riattaccata, con un illusionistico della prospettiva donatelliana, ma una composizione isocefalica delle figure in primo piano, secondo quella semplificazione geometrica che nel frattempo si era diffusa in pittura con Antonello da Messina e altri. Nel 1501 ricevette l'incarico per un secondo rilievo raffigurante la Morte di sant'Antonio, mai realizzato. In seguito, col fratello Antonio, realizzò un pannello con Sant'Antonio che fa parlare un neonato (1505).
Il diffondersi della moda antiquaria stimolò poi la nascita di una vera e propria moda dei bronzetti all'antica, che ebbe proprio in Padova il suo centro. Il più fortunato interprete di questo genere fu Andrea Briosco detto il Riccio, che avviò una produzione in grado di competere con le botteghe fiorentine.

## Pittura

### Squarcione e i suoi allievi

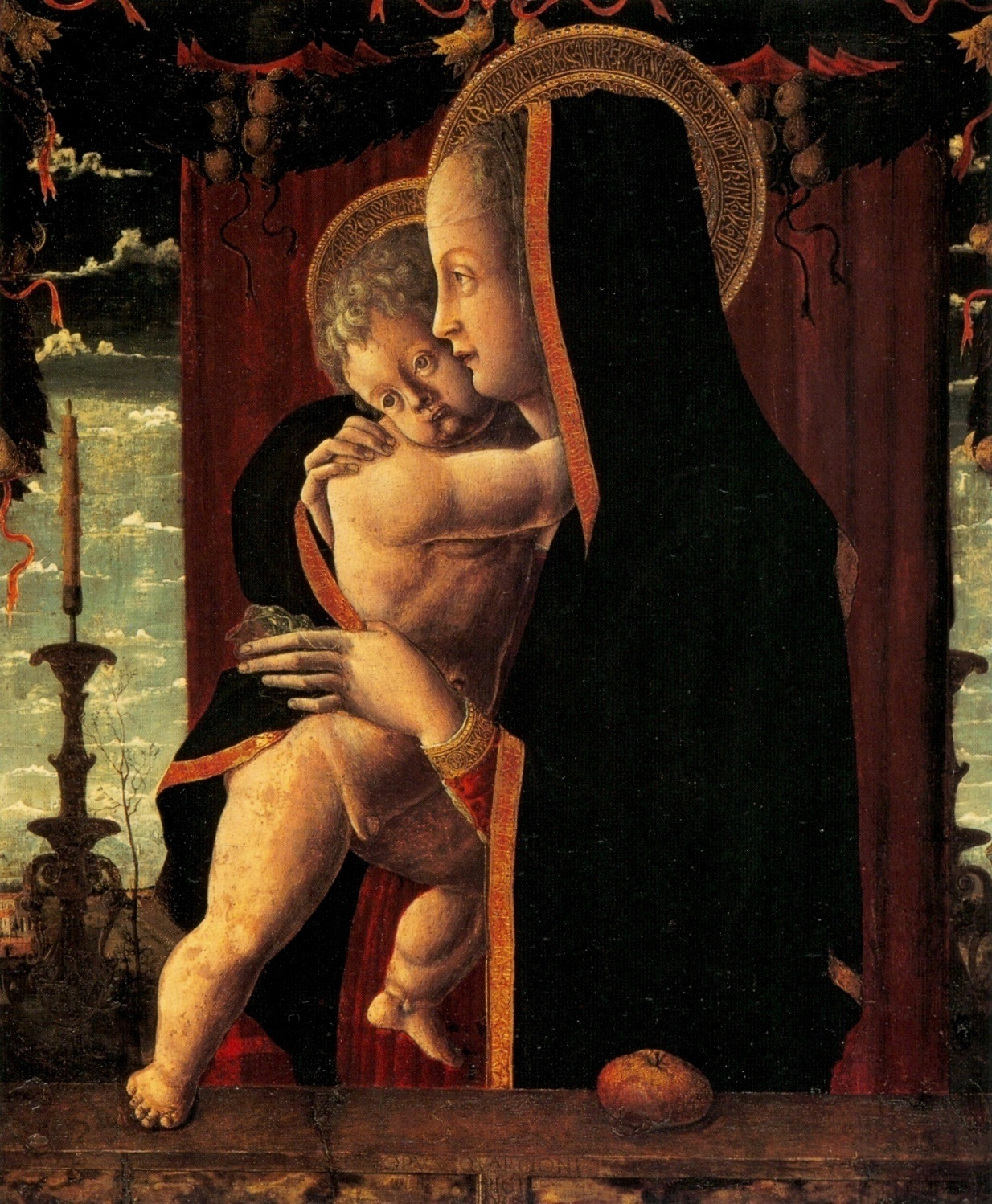
Francesco Squarcione, Madonna col Bambino (1455), Berlino, Gemäldegalerie

Come era avvenuto a Firenze, la lezione di Donatello ebbe in scultura seguaci solo parziali, e fece da modello invece soprattutto per i pittori, specialmente riguardo all'enfasi prospettica e alla linea intesa quale elemento generatore della forma.
Ciò avvenne sostanzialmente nella bottega di Francesco Squarcione, un artista/impresario che accoglieva artisti della provenienza più varia, trasmettendo loro i segreti del mestiere e la passione antiquaria. Il suo amore per l'antico, che negli anni venti del Quattrocento l'aveva portato forse fino in Grecia, era legato nelle sue opere a una spazialità di tipo tardogotico e una preferenza per la linea elaborata e tagliente, che sbalza le figure ed esalta i panneggi. Nella Madonna col Bambino degli Staatliche Museen di Berlino, modellata a partire da una placchetta di Donatello, sono presenti gli elementi tipici che trasmise ai suoi allievi: festoni di fiori e frutta, colori intensi e marmorei, linee forti e squadranti le forme.
Dal suo insegnamento ciascun allievo sortì esiti diversi, talvolta opposti, dal severo classicismo di Mantegna, alle esasperazioni fantastiche dei cosiddetti "squarcioneschi", quali Marco Zoppo, Carlo Crivelli e lo Schiavone (Giorgio Ćulinović). Questi ultimi, pur con le rispettive varianti personali, sono accomunati da una predilezione per contorni aspri e spezzati, colori intensi che fanno somigliare anche gli incarnati e i tessuti a pietre e smalti, l'uso di elementi antichi per decorazioni dal sapore erudito e l'applicazione di una prospettiva più intuitiva che scientifica. Alcuni di loro, come Zoppo e Schiavone, furono anche influenzati dal linguaggio pierfrancescano, arrivato a Padova intorno agli anni cinquanta tramite il cantiere della cappella Ovetari.
In seguito, quando in città e nel Veneto in generale, si fecero più forti le influenze della maniera naturalistica veneziana, lo stile esasperato degli squarcioneschi risultò superato, ed essi si spostarono in centri più periferici, lungo le coste del mar Adriatico, dando origine a una peculiare cultura pittorica "adriatica", con esponenti dalle Marche alla Dalmazia.

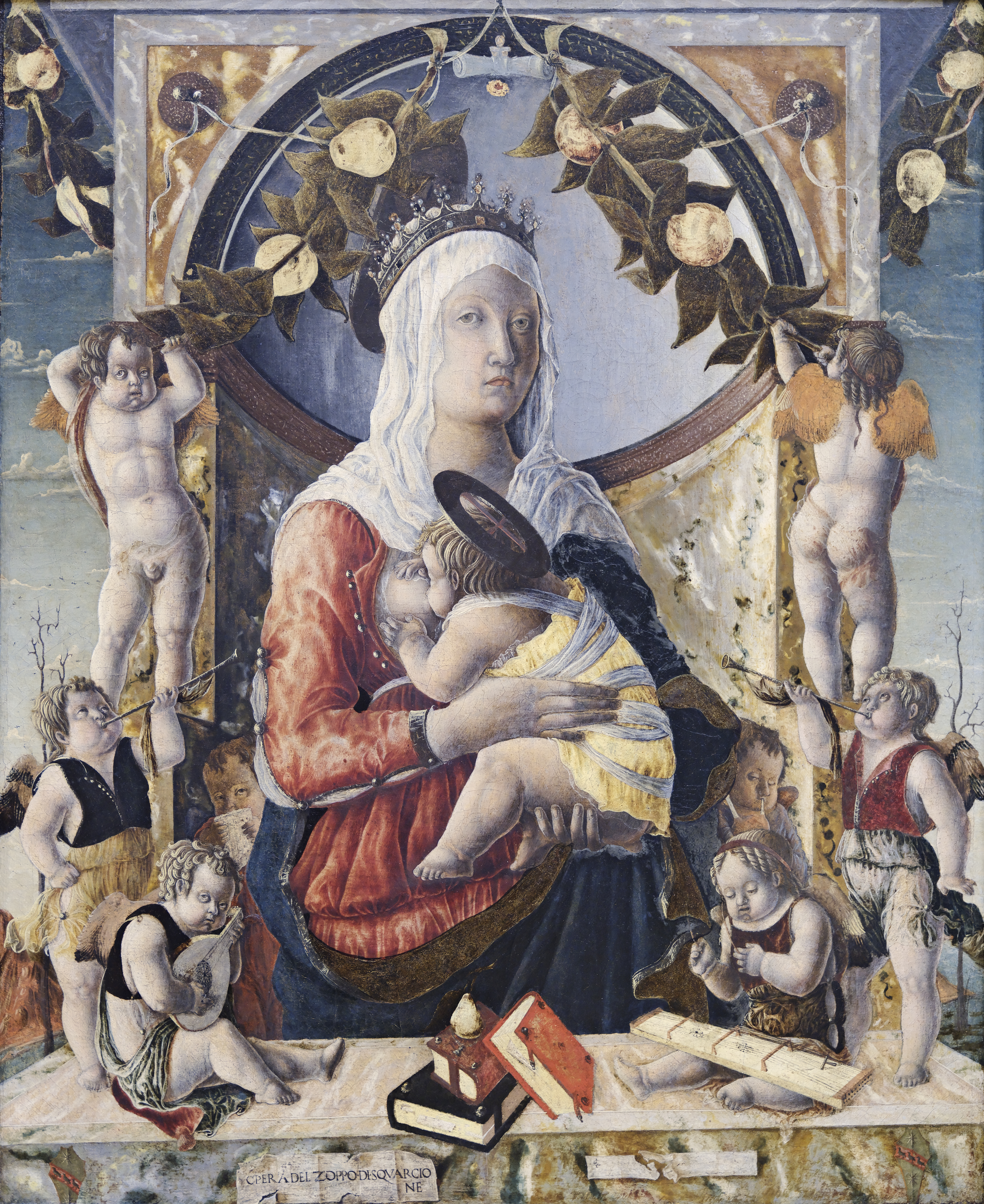
Marco Zoppo, Madonna del Latte (1453-1455)
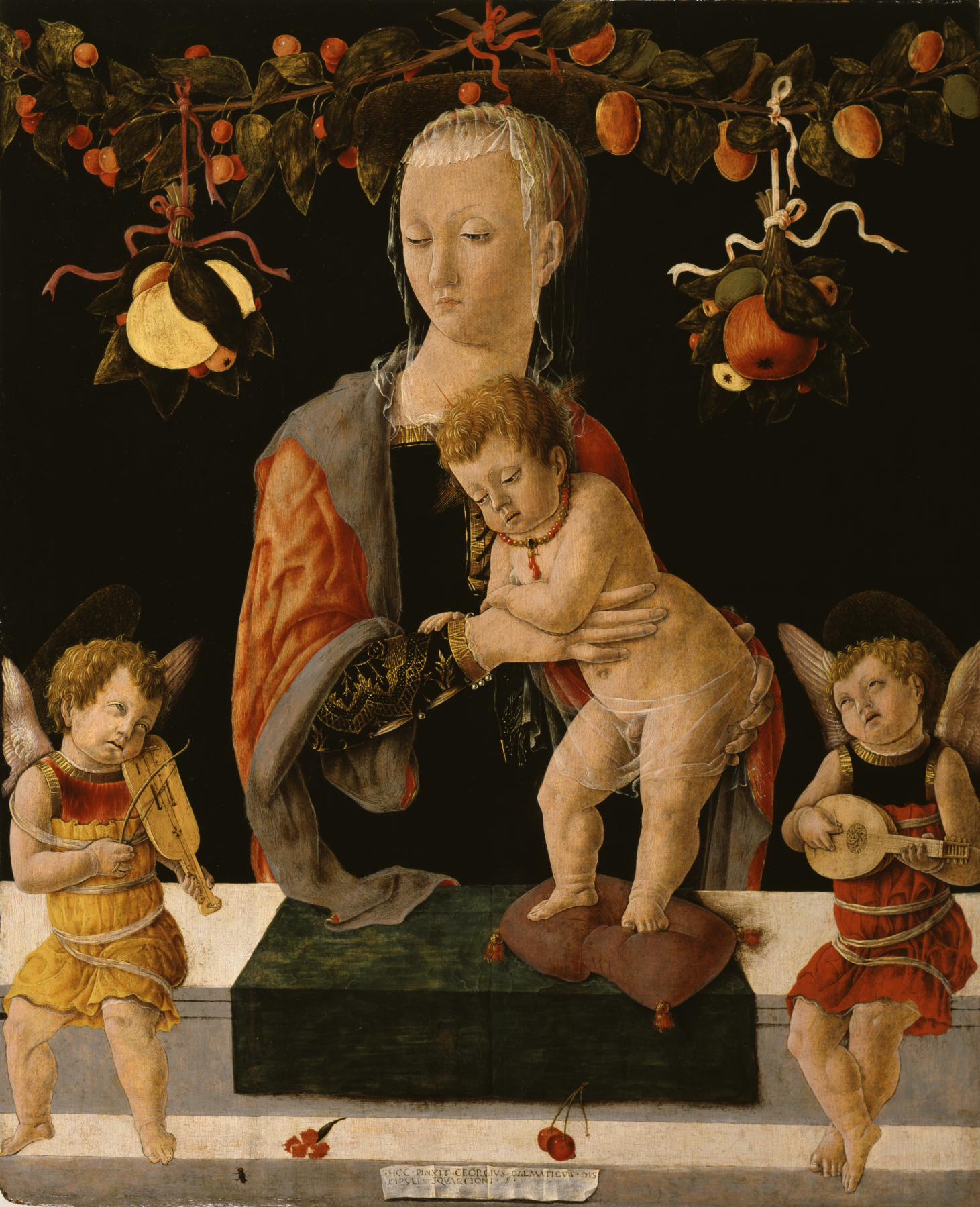
Giorgio Schiavone, Madonna col Bambino e due angeli musicanti (1459-1460)
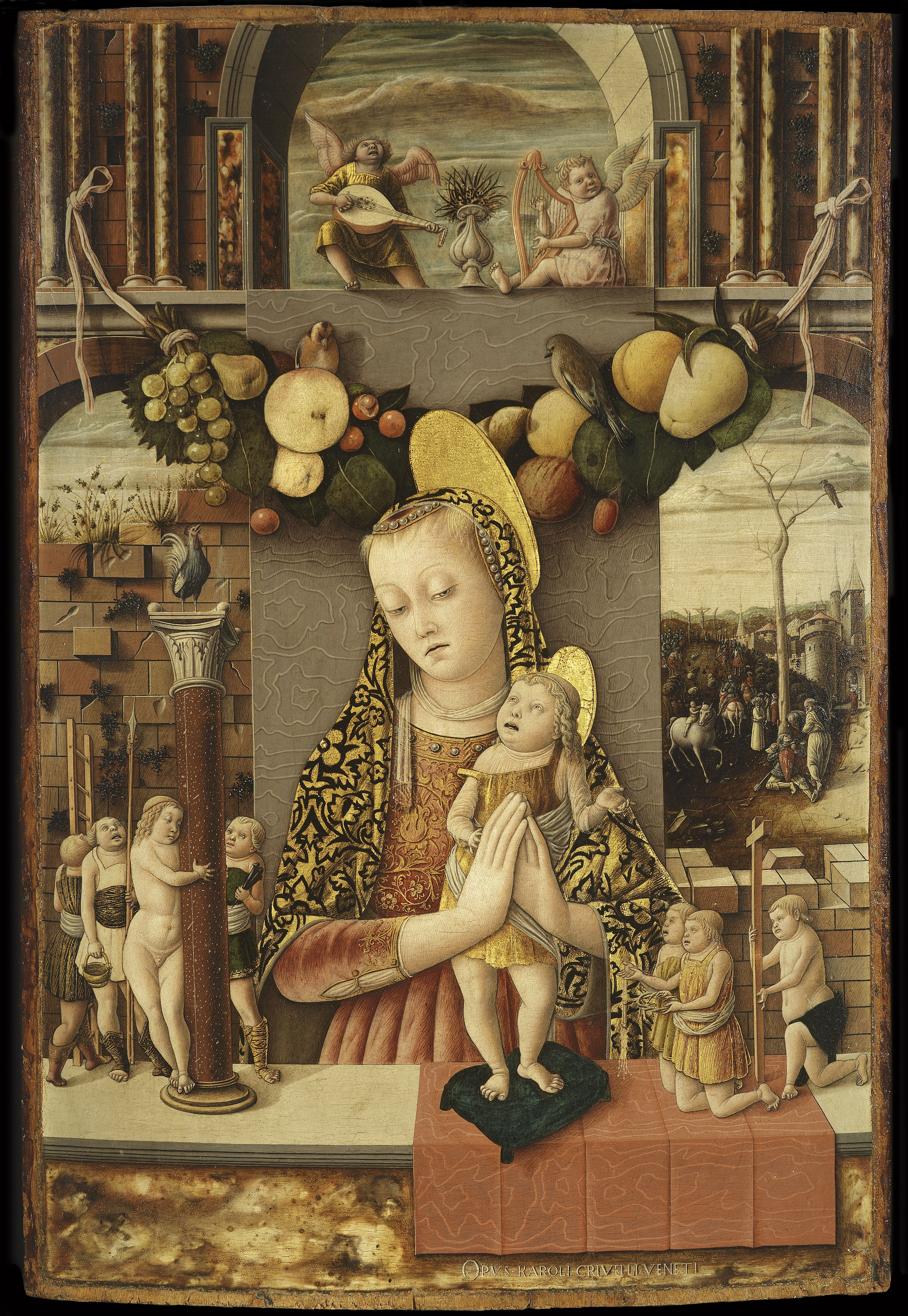
Carlo Crivelli, Madonna col Bambino (1460 circa)

### La Cappella Ovetari e la formazione di Mantegna

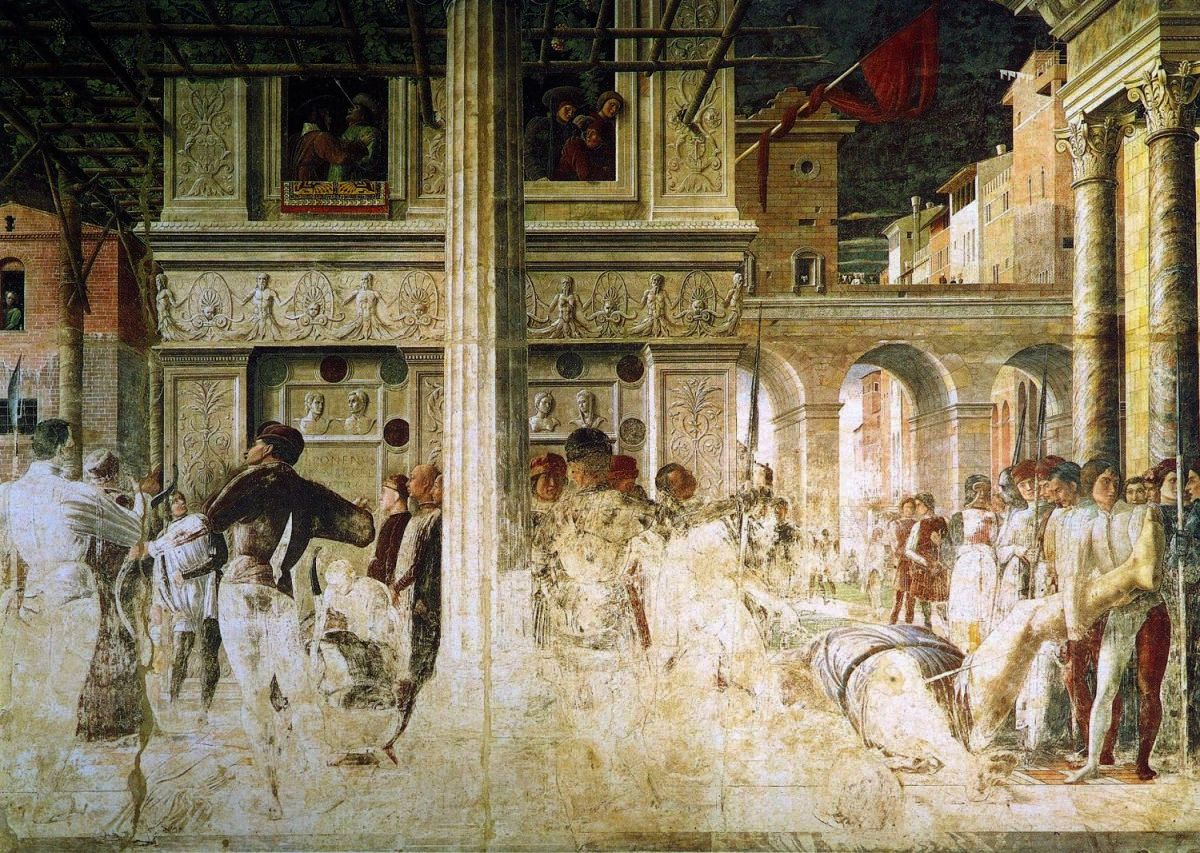
Mantegna, Martirio e trasporto di san Cristoforo, cappella Ovetari

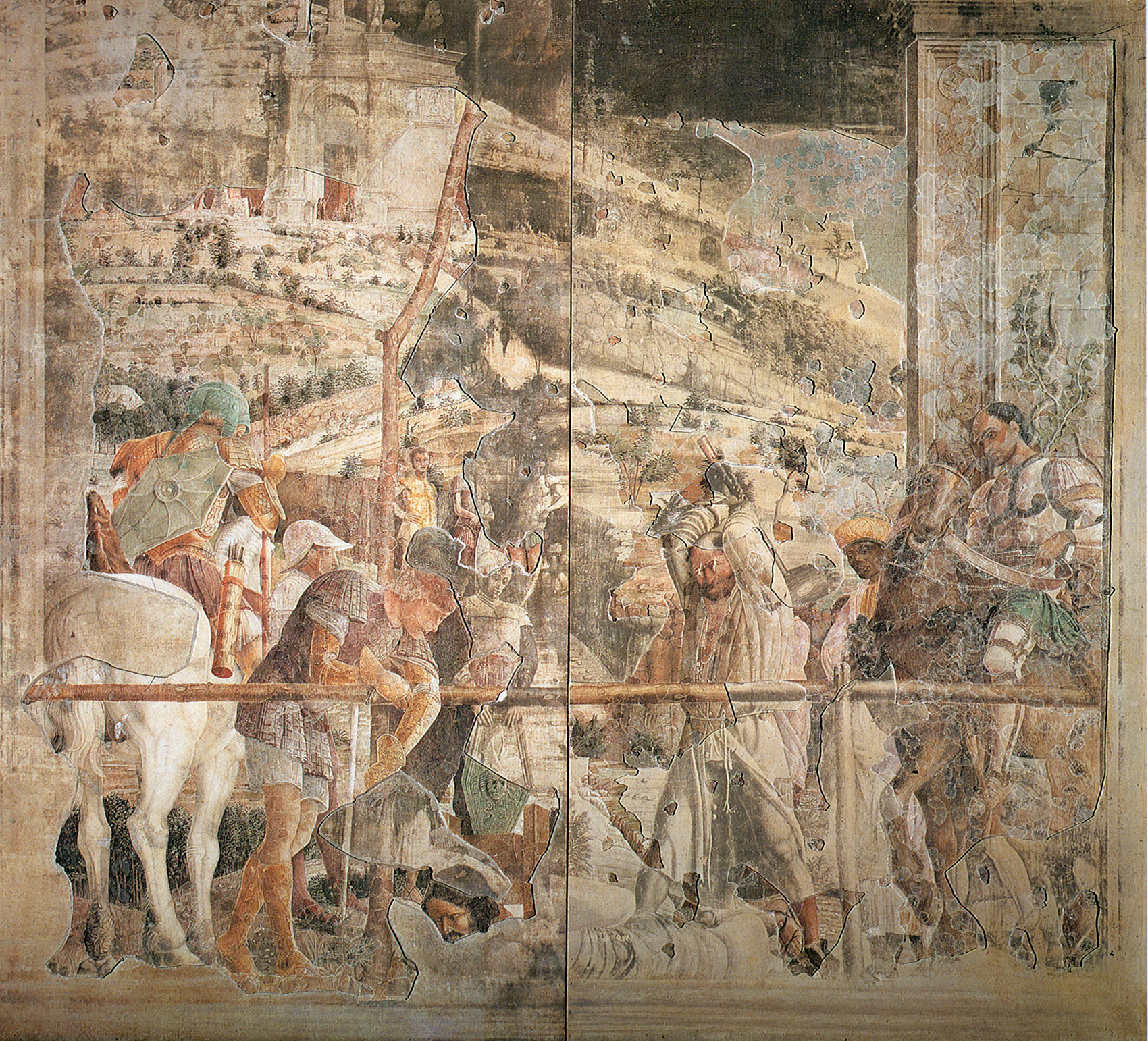
Mantegna, Martirio di san Giacomo, copia fotostatica colorata, cappella Ovetari

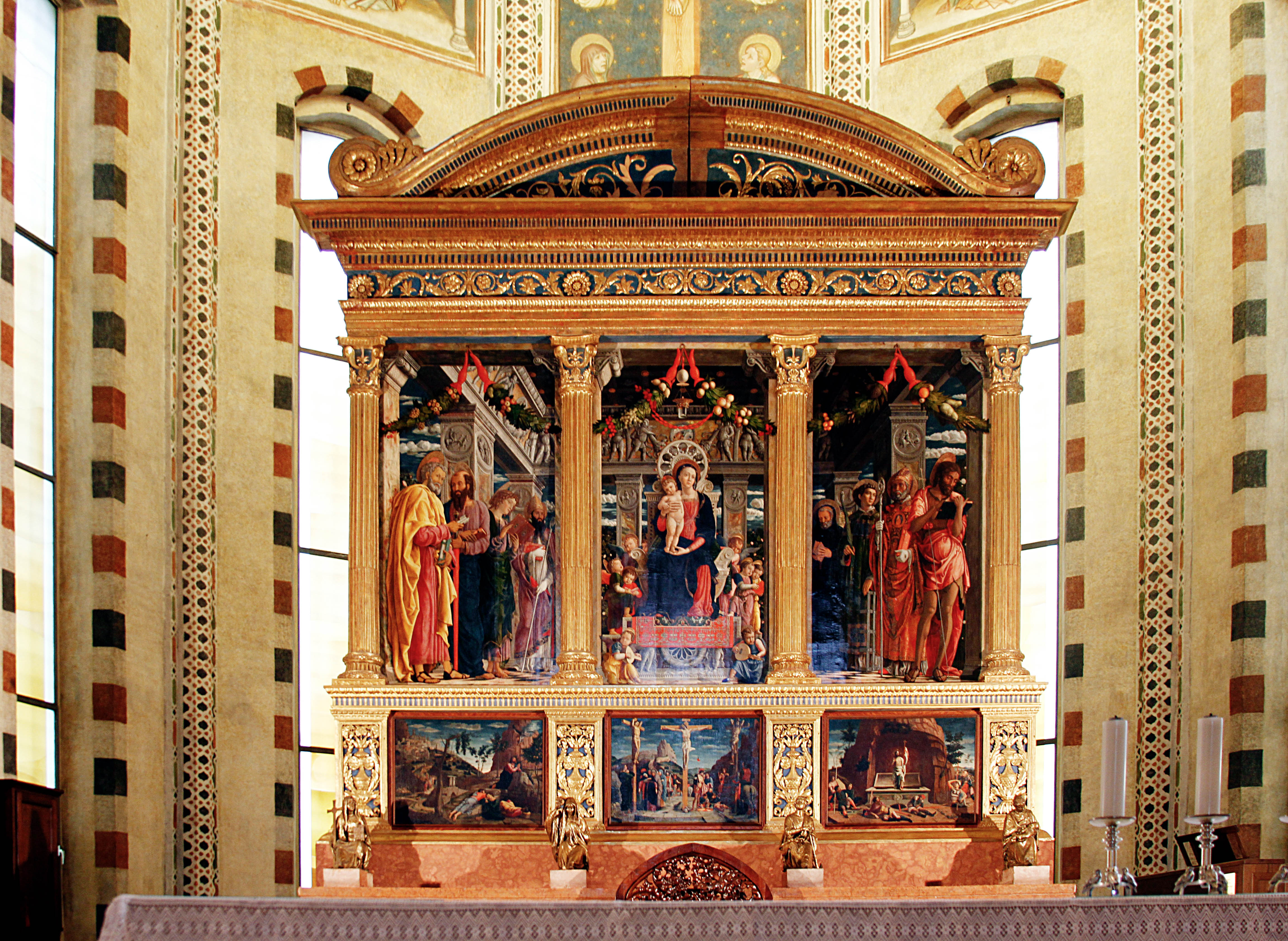
Mantegna, Pala di San Zeno

Le diverse tendenze che animavano la vita artistica padovana si ritrovarono a contatto nella decorazione della cappella Ovetari nella chiesa degli Eremitani, avviata nel 1448. Venne incaricato della creazione degli affreschi un gruppo eterogeneo di artisti, che andava dai più anziani Giovanni d'Alemagna e Antonio Vivarini (sostituiti nel 1450-1451 da Bono da Ferrara e Ansuino da Forlì, stilisticamente legati all'esempio di Piero della Francesca), ai più giovani Niccolò Pizzolo ed Andrea Mantegna. Andrea in particolare, all'inizio della carriera dopo l'apprendistato nella bottega di Squarcione, dipingeva con una precisa applicazione della prospettiva unita ad una rigorosa ricerca antiquaria, ben più profonda di quella del suo maestro.
Nelle Storie di san Giacomo (1447-1453, distrutto nel 1944) erano numerosi i dettagli tratti dall'antico (armature, costumi, architetture), ma a differenza dei pittori "squarcioneschi" non erano semplici decorazioni di sapore erudito, ma concorrevano a fornire una vera e propria ricostruzione storica degli eventi. L'intenzione di ricreare la monumentalità del mondo antico arriva a dare alle figure umane una certa rigidità, che le faceva apparire come statue. Più sciolto appare l'episodio del Martirio di san Cristoforo, dipinto nella fase conclusiva dei lavori (1454-1457), dove le architetture hanno acquistato un tratto illusionistico che fu una delle caratteristiche base di tutta la produzione di Mantegna. Nella parete sembra infatti aprirsi una loggia, dove è ambientata la scena di martirio e di trasporto, con un'impostazione più ariosa ed edifici tratti non solo dal mondo classico. Le figure, tratte anche dall'osservazione quotidiana, sono più sciolte e psicologicamente individuate, con forme più morbide, che suggeriscono l'influenza della pittura veneziana, in particolare di Giovanni Bellini, del quale dopotutto Mantegna aveva sposato la sorella nel 1454.
Il mutamento di indirizzo si fece inequivocabile nella successiva realizzazione, la Pala di San Zeno, dipinta a Padova per una chiesa di Verona, commissionata nel 1456 e terminata nel 1459, con una cornice lignea dorata originale. I pannelli principali dell'opera ospitano una sacra conversazione, ambientata in un portico quadrangolare aperto, che si ispira palesemente all'altare del Santo di Donatello. Molto attento fu lo studio della collocazione definitiva dell'opera, con le direttrici prospettiche tracciate sulla base di quelle del coro della chiesa viste dalla navata e la luce da destra, che coincideva con quella che entrava da una finestrella fatta aprire su richiesta esplicita del pittore. Ancora più che negli affreschi agli Eremitani, la pittura è orientata verso una fusione di luce e colore che dà effetti illusionistici, con citazioni dell'antico e virtuosismi prospettici che furono ulteriormente sviluppati dall'artista nel lungo soggiorno mantovano, dal 1460.

### Anni successivi
Negli anni seguenti Padova perse il ruolo di irradiatrice culturale soppiantata dalla vicina Venezia. Per tutto il Cinquecento si registrarono eventi artistici di rilievo, ma con un ruolo praticamente passivo, in cui gli artisti stranieri lasciavano i propri capolavori prima di ripartirsene. Qui vennero Lorenzo Lotto, il Romanino e soprattutto il giovane Tiziano, che già negli affreschi della Scuola del Santo creò un primo, innovativo capolavoro, staccandosai dalla tradizione giorgionesca e ponendo invece l'accento sulle masse di colore usate in maniera espressiva e sulla dinamicità eloquente delle azioni. Allo stesso ciclo lavorarono poi altri artisti veneti, come Domenico Campagnola, Bartolomeo Montagna e altri, ma non si può parlare di una vera e propria "scuola", almeno non di primo piano nel contesto italiano.

## Retaggio
Padova, già a partire dai primi anni dopo la metà del XV secolo, era divenuta il principale punto d'incontro tra le novità prospettiche toscane e i pittori attivi nelle città settentrionali. Moltissimi maestri ebbero un'esperienza giovanile a Padova: tra i più importanti, oltre a Mantegna, pittore dei Gonzaga a Mantova, ci furono Cosmè Tura, padre della scuola ferrarese, Vincenzo Foppa, caposcuola a Milano, Carlo Crivelli, principale esponente della pittura nelle Marche del secondo Quattrocento.